# Kap Bryant
Das Kap Bryant ist ein hohes, schneebedecktes Kap an der Black-Küste des Palmerlands auf der Antarktischen Halbinsel. Es liegt am seewärtigen Ende der Kvinge-Halbinsel und begrenzt nördlich die Einfahrt zum Palmer Inlet. 
Entdeckt wurde es im Jahr 1940 von Wissenschaftlern der East Base der United States Antarctic Service Expedition (1939–1941) bei Erkundungen zu Land und per Flugzeug. Benannt ist das Kap nach Herwil M. Bryant (1916–2003) vom Smithsonian Institute, der als Biologe auf der East Base tätig war.